# Prvenstvo Anglije 1947
Prvenstvo Anglije 1947 v tenisu.

## Moški posamično
Jack Kramer :  Tom Brown, 6-1, 6-3, 6-2

## Ženske posamično
Margaret Osborne duPont :  Doris Hart, 6-2, 6-4

## Moške dvojice
Bob Falkenburg /  Jack Kramer :  Tony Mottram /  Bill Sidwell, 8–6, 6–3, 6–3

## Ženske dvojice
Doris Hart /  Patricia Todd :  Louise Brough /  Margaret Osborne, 3–6, 6–4, 7–5

## Mešane dvojice
Louise Brough  /  John Bromwich :  Nancye Wynne Bolton /  Colin Long, 1–6, 6–4, 6–2